# 消防設備士
消防設備士（しょうぼうせつびし、英: Fire Defense Equipment Officer）は、消火器やスプリンクラー設備などの消火設備、自動火災報知設備などの警報設備、救助袋などの避難設備の設置工事、点検整備を行うことができる日本の国家資格である。消防法を設置根拠とする。

## 概要
資格取得のための試験は総務大臣指定試験機関の一般財団法人消防試験研究センター（中央試験センター及び46道府県支部）が都道府県知事の委託を受け実施する。
消防設備士の資格保有を証明するために都道府県知事から交付される公文書を消防設備士免状という。
実際の消防設備士免状の交付事務も、都道府県知事が消防試験研究センターに委託しており、各都道府県の消防設備士免状の作成は同センターの本部で行なっている。
1965年（昭和40年）5月の消防法の一部改正により、消防用設備の工事又は整備は消防設備士でなければ行えないよう規定され、1966年（昭和41年）10月から資格制度が発足した。
平成16年3月及び5月の消防法施行規則の一部改正により、特殊消防用設備等の工事又は整備を行うことができる特類が新たに創設された。

## 分類

### 甲種
指定区分に応じた消防用設備等の工事、整備及び点検をすることができる。
- 甲種第一類 - 屋内消火栓設備、スプリンクラー設備、水噴霧消火設備、屋外消火栓設備
- 甲種第二類 - 泡消火設備
- 甲種第三類 - 不活性ガス消火設備、ハロゲン化物消火設備、粉末消火設備
- 甲種第四類 - 自動火災報知設備、ガス漏れ火災警報設備、消防機関へ通報する火災報知設備
- 甲種第五類 - 金属製避難はしご、救助袋、緩降機
- 甲種特類 - 特殊消防用設備等

### 乙種
指定区分に応じた消防用設備等の整備及び点検をすることができる。甲種と違い工事はできない。
- 乙種第一類 - 甲種第一類と同じ
- 乙種第二類 - 甲種第二類と同じ
- 乙種第三類 - 甲種第三類と同じ
- 乙種第四類 - 甲種第四類と同じ
- 乙種第五類 - 甲種第五類と同じ
- 乙種第六類 - 消火器
- 乙種第七類 - 漏電火災警報器

甲種に第六類と第七類がないのは、消火器はホームセンターなどで購入し設置については他のものと比べ容易にでき、漏電火災警報器はこれを設置できるのは電気工事士のみだからである。ただし、整備・点検にあってはきちんと行われていないと危ないため乙種が存在する。
| 設備 | 消防設備士    | 消防設備士                    | 消防設備士                                                     | 点検 資格者 |
| 設備 | 工事          | 整備                          | 点検                                                           | 点検 のみ   |
| --- | ------------- | ----------------------------- | -------------------------------------------------------------- | ----------- |
| 特殊消防用設備等 | 甲特          | 甲特                          | 甲特                                                           | 特種        |
| 屋内消火栓設備、スプリンクラー設備、水噴霧消火設備、屋外消火栓設備、共同住宅用スプリンクラー設備                           | 甲1           | 甲1・乙1                      | 甲1・乙1                                                       | 1種         |
| 泡消火設備 | 甲2           | 甲2・乙2                      | 甲2・乙2                                                       | 1種         |
| 動力消防ポンプ設備、連結散水設備、連結送水管、消防用水                                                                     | －            | －                            | 甲1・甲2・ 乙1・乙2                                            | 1種         |
| 不活性ガス消火設備、ハロゲン化物消火設備、粉末消火設備                                                                     | 甲3           | 甲3・乙3                      | 甲3・乙3                                                       | 1種         |
| パッケージ型消火設備、パッケージ型自動消火設備                                                                             | 甲1・甲2・甲3 | 甲1・甲2・甲3・ 乙1・乙2・乙3 | 甲1・甲2・甲3・ 乙1・乙2・乙3                                  | 1種         |
| 自動火災報知設備、ガス漏れ火災警報設備、消防機関へ通報する火災報知設備、共同住宅用自動火災報知設備、住戸用自動火災報知設備 | 甲4           | 甲4・乙4                      | 甲4・乙4                                                       | 2種         |
| 特定小規模施設用自動火災報知設備、複合型居住施設用自動火災報知設備                                                         | －            | －                            | 甲4・乙4                                                       | 2種         |
| 金属製避難はしご、救助袋、緩降機                                                                                           | 甲5           | 甲5・乙5                      | 甲5・乙5                                                       | 2種         |
| 上以外の避難器具 | －            | －                            | 甲5・乙5                                                       | 2種         |
| 消火器 | －            | 乙6                           | 乙6                                                            | 1種         |
| 簡易消火用具 | －            | －                            | 乙6                                                            | 1種         |
| 漏電火災警報器 | －            | 乙7                           | 乙7                                                            | 2種         |
| 非常警報器具、非常警報設備、排煙設備、非常コンセント設備、無線通信補助設備                                                 | －            | －                            | 甲4・乙4・乙7                                                  | 2種         |
| 誘導灯、誘導標識 | －            | －                            | 電気工事士免状又は 電気主任技術者免状 を併せ持つ 甲4・乙4・乙7 | 2種         |

凡例：「甲1」は甲種第一類を表す。「1種」は第一種消防設備点検資格者を表す。

## 試験
消防試験研究センターが実施する国家試験で、全国各地で年1回から数回。回数・試験時期は都道府県により異なる。東京は種ごとに年3～7回実施されているのに対し、岡山、山口、宮崎、鹿児島の各県および沖縄の先島諸島では全種類まとめて年1回のみの実施となっている。
受験者が住民票を置いていない都道府県以外で実施される試験についても受験可能であるが、合格後の免状交付申請は受験した都道府県の知事（現住所を管轄する知事ではない）に行わなければならない。
甲種は受験資格（卒業校での専攻科目や電気工事士免状の有無など、後述）の制限がある。乙種は誰でも受験可能。乙種を高校生のうちに受験させる工業高等学校がある。試験問題の持ち帰りは厳禁であり、持ち帰った場合には失格となる。よって過去問題集なるものは存在しない。市販されている試験対策の問題集はあくまでも「予想問題集」である。これは試験日が全国まちまちで問題の流出を防ぐためだと考えられる。(同試験センターが実施する危険物取扱者試験についても同様である)

### 甲種
筆記試験は4肢択一、実技試験は記述式。試験時間は特類が2時間45分、特類以外が3時間15分
- 特類
  - 筆記試験
    - 消防関係法令：15問
    - 工事整備対象設備等の構造・機能・工事・設備：15問
    - 工事整備対象設備等の性能に関する火災・防火：15問
- 特類以外
  - 筆記試験
    - 消防関係法令：15問
    - 基礎的知識：10問
    - 消防用設備等の構造・機能・工事・整備：20問

  - 実技試験
    - 鑑別等：5問
    - 製図：2問

### 乙種
筆記試験は4肢択一、実技試験は記述式。試験時間は1時間45分
- 全類
  - 筆記試験
    - 消防関係法令：10問
    - 基礎的知識：5問
    - 消防用設備等の構造・機能・整備：15問

  - 実技試験
    - 鑑別等：5問

### 試験の一部免除
（本節の内容は、消防設備センターの受験案内による。）
- 第1類 - 第7類の試験では、既に他の類の免状を受けている場合に試験内容の一部が免除される。ただし、乙種の免状を根拠として甲種の一部免除を受けることはできない（逆に甲種免状を根拠として乙種の一部免除を受けることは可能）。
- その他にも、次の資格等を有する者は、試験内容の一部免除が適用される。
  - 電気工事士免状を有する者
  - 電気主任技術者免状を有する者
  - 技術士第二次試験に合格した者（一部の技術部門のみ）
  - 日本消防検定協会、または指定検定機関の職員であり、かつ型式認証試験の実務に2年以上従事した者。
  - 消防団員として5年以上勤務し、かつ、消防学校において一定の教育（専科教育の機関科）を修了した者
- これらの免除適用を受ける場合は、その免除される範囲（問題数）に応じて、試験時間が短縮される。

### 受験料、消防設備士免状交付事務関係手数料
手数料は地方自治法228条1項に基づき発している「地方公共団体の手数料の標準に関する政令」により、以下に示す全国統一の額とする旨定められている。
- 甲種消防設備士試験 - 6,600円
- 乙種消防設備士試験 - 4,400円
- 消防設備士免状交付手数料 - 2,900円（同時に複数類の免状を申請する場合は、2,900円×複数類となる）
- 消防設備士免状再交付手数料 - 1,900円
- 写真の書換え - 1,600円
- その他の書換え（免状記載事項の変更など） - 700円

## 受験資格

### 甲種
消防法施行規則（昭和36年自治省令第6号）第33条の8各項、あるいは同条第1項第8号に基づき消防庁長官が発する「甲種消防設備士試験の受験資格に関する事項を定める件」（平成6年消防庁告示第11号）に定めがある。【】は願書に記入する受験資格名。
- 次に掲げる学校において機械、電気、工業化学、土木又は建築に関する学科又は課程を修めて卒業した者
  - 学校教育法による大学、短期大学、又は高等専門学校（【大卒】・【短大卒】・【高専卒】等）
  - 学校教育法による高等学校又は中等教育学校。（指定されている学科名の中に、該当するものがない場合は、機械、電気、工業化学、土木又は建築に関する授業科目を8単位以上修めて卒業したことを単位修得証明書で確認できる者。）（【高校卒】・【中等教育卒】）
  - 旧大学令による大学、旧専門学校令による専門学校、又は旧中等学校令による中等学校（【旧大学卒】・【旧専卒】・【旧中卒】等）
  - 外国に所在する学校で、学校教育法による大学、短期大学、高等専門学校又は高等学校に相当するもの（【外国の学校】）
  - 旧台湾教育令、旧朝鮮教育令、旧在関東州及び在満帝国臣民教育令若しくは大正10年勅令第328号による大学又は専門学校（【旧大学等卒】）
  - 旧師範教育令による高等師範学校（【旧高師卒】）
  - 旧実業学校教員養成所規程による教員養成所（【教員養成所】）
- 次に掲げる学校において機械、電気、工業化学、土木又は建築に関する授業項目を履修し、15単位以上修得した者（単位制でない学校の場合は、授業時間数を換算する。）
  - 学校教育法による大学、又は高等専門学校（【大学等15単位】）
  - 学校教育法による専修学校（専門学校）（【専修学校】）
  - 学校教育法による各種学校（【各種学校】）
  - 学校教育法により大学、又は高等専門学校に置かれる専攻科（【大学、短大、高専の専攻科】）
  - 防衛庁設置法による防衛大学校（【防衛大学校】）
  - 防衛庁設置法による防衛医科大学校（【防衛医科大学校】）
  - 職業能力開発促進法による職業能力開発（総合）大（短）学校（【職業能力開発総合大学校等】）
  - 職業能力開発促進法改正前の職業能力開発大（短）学校（【職業能力開発大学校等】）
  - 職業能力開発促進法改正前の職業訓練大（短）学校（【職業訓練大学校等】）
  - 職業訓練法改正前の職業訓練大（短）学校（【前職業訓練大学校等】）
  - 職業訓練法廃止前の職業訓練大学区（【旧職業訓練大学校】）
  - 職業訓練法改正前の中央職業訓練所（【中央職業訓練所】）
  - 農林水産省組織令による水産大学校（【水産大学校】）
  - 国土交通省組織令による海上保安大学校（【海上保安大学校】）
  - 国土交通省組織令による気象大学校（【気象大学校】）
- 次に掲げる実務経験を有する者
  - 乙種消防設備士免状の交付を受けた後2年以上消防設備等の整備（消防法施行令第36条の2に定める消防用設備等の整備に限る）の経験を有する者（【整備経験2年】）
  - 消防用設備等の工事（消火器具、動力消防ポンプ、非常警報器具、誘導標識等の設置を除く）の補助者として、5年以上の実務経験を有する者（【工事補助5年】）
  - 消防行政に係る事務のうち消防用設備等に関する事務について、3年以上の実務経験を有する者（【消防行政3年】）
  - 昭和41年4月21日以前において、工事整備対象設備等の工事について3年以上の実務経験を有する者（【省令前3年】）
- 次に掲げる資格、免状を有する者
  - 技術士法による技術士第2次試験に合格した者（【技術士○○部門】）
  - 電気工事士法による電気工事士免状の交付を受けている者(第1種、第2種電気工事士)又は電気工事士法施行規則による旧電気工事技術者検定合格証明書の所持者で電気工事士免状の交付を受けているとみなされた者、ただし特種電気工事士は除く（【電気工事士】)
  - 電気事業法による第1種、第2種又は第3種電気主任技術者免状の交付を受けている者、又は電気事業法附則第7項の規定により電気主任技術者免状の交付を受けているとみなされた者（【電気主任技術者】）
  - 理学、工学、農学又は薬学のいずれかに相当する分野において、博士又は修士の学位（外国において授与された学位で、これに相当する者を含む）を有する者（【博（修）士】）
  - 専門学校入学者資格検定試験の機械、電気、工業化学、土木又は建築に関する合格者（【専検合格者】）
  - 建設業法施行令による管工事施工管理技士（【管工事技士】）
  - 教育職員免許法により、高等学校の工業の教科について普通免許状を有する者（旧教員免許令による教員免許状所有者を含む）（【教員免許状】）
  - 電波法第41条の規定により、無線従事者の資格の免許を受けている者（アマチュア無線技士は除く）（【無線従事者】）
  - 建築士法による一級建築士又は二級建築士（【建築士】）
  - 職業能力開発促進法（旧職業訓練法）による配管技能士（【配管技能士】）
  - ガス事業法によるガス主任技術者免状の交付を受けている者（第4類の受験に限る）（【ガス主任技術者】）
  - 水道法第5条の5の規定による給水装置工事主任技術者免状の交付を受けている者、地方公共団体の水道条例又はこれに基づく規程による給水責任技術者の資格を有する者（【給水技術者】）
  - 東京都火災予防条例による旧制度の消防設備士（【条例設備士】）
  - 他の指定区分の甲種消防設備士免状の交付を受けている者（【甲種設備士】）
- 特類においては甲種第1類から第3類までのいずれか一つ、甲種第4類及び甲種第5類の3種類以上の免状の交付を受けている者

### 乙種
指定なし

## 他の資格の受講資格
- 消防設備士の資格を取得すると、以下の資格の受講資格を得られる。
  - 防火管理技能者
  - 消防設備点検資格者
- 甲種消防設備士を取得すると、マンション維持修繕技術者の受験資格が得られる。

- 甲種消防設備士としての実務経験が5年以上ある場合は以下の資格の受講資格を得られる。
  - 特殊建築物等調査資格者

【建設業許可に必要な資格】
建設業法上における消防施設工事業の建設業許可に必要な専任技術者及び主任技術者と認められる。

## 講習
消防設備士免状を有する者は、消防用設備等の工事又は整備に関する新しい知識、技能の習得のため、免状交付を受けた日以後最初の4月1日から2年以内に、その後は受講日以後最初の4月1日から5年以内ごとに、都道府県知事、又は総務大臣が指定する講習機関が行う講習に参加しなければならない。しかし大臣指定講習機関となっている者はこれまで存在せず、都道府県知事が主催する講習のみが行われており、いずれの知事も都道府県単位の消防設備関連団体（「社団法人○○県消防設備協会」といった名称が多い）に委託実施させている。
同じ消防法を根拠とする危険物取扱者免状所持者は危険物に関する実務に就いていない場合は保安講習の受講義務が免除されるのに対し、消防設備士の場合は関連実務に全く就いてない場合でも受講の義務がある。受講履歴は免状裏面に記載され、書換え等で新しくなった場合には転記される。

しかし、消防設備士に対しての行政処分は自動車運転免許でも採用されている違反点方式であり、過去3年間の累計点数によって処分が決定する。違反点20に達すると、最後に免状を交付あるいは書換した都道府県知事より免状の返納命令処分が発せられるが、講習の未受講による違反点の3年間の累計点数は20点に達しないため、実務に全く従事していないペーパー資格者が、講習の未受講だけを理由として実際に免状の返納命令を受けることはない。
講習は4区分に分かれ、所有している類ごとに受ける講習が異なる。なお講習手数料は地方公共団体の手数料の標準に関する政令（都道府県が対象）、消防法施行令（指定講習機関が対象）ともに7,000円と定められている（各道県の収入証紙等で納付、廃止した都府県については現金等で納付）。
- 特殊消防用設備等
  - 甲種特類
- 消火設備
  - 甲種、乙種第1類
  - 甲種、乙種第2類
  - 甲種、乙種第3類
- 警報設備
  - 甲種、乙種第4類
  - 乙種第7類
- 避難設備・消火器
  - 甲種、乙種第5類
  - 乙種第6類

## 免状書換
消防設備士免状は10年ごとに写真を書換えなければならないため新しい顔写真を添えて申請する。これは危険物取扱者免状と同じである。なお講習の時期とは必ずしも一致しない。

## 著名な人物
- ザブングル加藤 - お笑い芸人で2021年にコンビ解散後の副業とし、お笑いをしながら消防設備士の仕事を行っている。試験勉強は大変だったが、勉強しているうちに「これは命にかかわる大事なことだな」と取り組み合格した。全国の設備会社の講演会や防災のイベントなど本業への仕事にもつながっている[4]。